# فدراسیون اروپا
فدراسیون اروپایی (به انگلیسی: European Federation) که با نام‌های ایالات متحده اروپا (USE)، کشور اروپایی، یا اروپای فدرال نیز شناخته می‌شود، یک سناریوی فرضی از یکپارچگی اروپایی است که منجر به تشکیل یک ابردولت مستقل (مشابه ایالات متحده) می‌شود. به عنوان فدراسیونی از کشورهای عضو اتحادیه اروپا (EU)، که توسط دانشمندان علوم سیاسی، سیاستمداران، جغرافی‌دانان، مورخان، آینده‌شناسان و نویسندگان داستان در نظر گرفته شده است، سازماندهی شده است. در حال حاضر، در حالی که اتحادیه اروپا یک فدراسیون نیست، ناظران مختلف دانشگاهی آن را دارای برخی از ویژگی‌های یک سیستم فدرال می‌دانند.

## تاریخچه
ما باید نوعی ایالات متحده اروپا بسازیم. به این ترتیب تنها صدها میلیون زحمتکش می‌توانند شادی‌ها و امیدهای ساده‌ای را که زندگی را ارزش زیستن می‌کند، دوباره به دست آورند.
نسخه‌های مختلفی از این مفهوم در طول سده‌ها توسعه یافته است که بسیاری از آنها با یکدیگر ناسازگار هستند (شمول یا حذف انگلستان، اتحادیه سکولار یا مذهبی و غیره). چنین پیشنهادهایی شامل پیشنهادهای جورج پادشاه بوهمی، جورج پودبرادی در سال ۱۴۶۴ است. دوک دو سالی فرانسوی در سده هفدهم. و طرح ویلیام پن، بنیانگذار کواکر پنسیلوانیا، برای ایجاد «رنگ، پارلمان یا املاک اروپایی». جورج واشینگتن همچنین از «ایالات متحده اروپا» حمایت کرد، اگرچه صحت این بیانیه زیر سؤال رفته است.

### سده ۱۹
فلیکس مارکهام خاطرنشان می‌کند که چگونه ناپلئون بناپارت در طی مکالمه ای در سنت هلنا اظهار داشت: «اروپا به این ترتیب به ملیت‌هایی تقسیم می‌شود که آزادانه تشکیل شده‌اند و در داخل آزاد هستند، صلح بین ایالات متحده آسان‌تر می‌شود: ایالات متحده اروپا به یک امکان تبدیل می‌شود». «ایالات متحده اروپا» نیز نام مفهومی بود که وویچک یاسترژبوفسکی در کتاب دربارهٔ صلح ابدی بین ملل منتشر کرد که در ۳۱ مه ۱۸۳۱ منتشر شد. این پروژه شامل ۷۷ مقاله بود. پیش‌بینی ایالات متحده اروپا قرار بود یک سازمان بین‌المللی باشد تا یک ابر دولت. جوزپه مازینی، یکی از مدافعان اولیه «ایالات متحده اروپا»، اتحاد اروپا را ادامه منطقی اتحاد ایتالیا می‌دانست. مازینی جنبش اروپای جوان را ایجاد کرد.
اصطلاح «ایالات متحده اروپا» (فرانسوی: États-Unis d'Europe‎) توسط ویکتور هوگو، از جمله در طی سخنرانی در کنگره بین‌المللی صلح که در پاریس در سال ۱۸۴۹ استفاده شد. هوگو از ایجاد "یک سنای عالی و مستقل که برای اروپا همان پارلمان انگلیس خواهد بود" حمایت کرد و گفت: «روزی خواهد آمد که همه ملل در قاره ما یک برادری اروپایی تشکیل دهند… روزی خواهد آمد که ما خواهیم دید… ایالات متحده آمریکا و ایالات متحده اروپا رو در رو، در آن سوی دریاها به سوی یکدیگر دراز می‌شوند». هوگو در دوران تبعید خود از فرانسه درختی را در محوطه اقامتگاه خود در جزیره گرنزی کاشت و به این نکته اشاره شد که وقتی این درخت بالغ می‌شد، ایالات متحده اروپا به وجود می‌آمد. این درخت تا به امروز هنوز در باغ‌های Maison de Hauteville، بندر سنت پیتر، گورنزی رشد می‌کند.
در سال ۱۸۶۷، جوزپه گاریبالدی و جان استوارت میل در نخستین کنگره جامعه صلح و آزادی در ژنو به ویکتور هوگو پیوستند. در اینجا میخائیل باکونین آنارشیست اظهار داشت: «برای دستیابی به پیروزی آزادی، عدالت و صلح در روابط بین‌المللی اروپا و غیرممکن ساختن جنگ داخلی در میان مردمان مختلف که خانواده اروپایی را تشکیل می‌دهند، تنها یک مسیر وجود دارد. باز: تشکیل ایالات متحده اروپا». مجلس ملی فرانسه نیز در ۱ مارس ۱۸۷۱ خواستار تشکیل ایالات متحده اروپا شد.

### اوایل سده بیستم
«تحت یک رژیم سرمایه‌داری، ایالات متحده اروپا یا غیرممکن است یا ارتجاعی».

ولادیمیر لنین
پیش از انقلاب کمونیستی در روسیه، لئون تروتسکی «جمهوری فدرال اروپا — ایالات متحده اروپا» را پیش‌بینی کرد که توسط پرولتاریا ایجاد شد. پس از جنگ جهانی اول، برخی از متفکران و متفکران دوباره آغاز به طرح ایده یک اروپای متحد سیاسی کردند. یک جنبش پاناروپایی از دهه ۱۹۲۰ با ایجاد اتحادیه پاناروپا، بر اساس مانیفست ۱۹۲۳ ریچارد فون کودنهو-کالرگی، پانئوروپا، که ایده یک کشور متحد اروپایی را ارائه می‌کرد، شتاب زیادی به دست آورد. این جنبش به رهبری کودنهوو-کالرگی و متعاقباً توسط اتو فون هابسبورگ، قدیمی‌ترین جنبش اتحاد اروپاست. در سال ۱۹۲۳، کنت اتریشی ریچارد فون کودنهوو-کالرگی، جنبش پان-اروپا را تأسیس کرد و میزبان نخستین کنگره پانوروپین بود که در سال ۱۹۲۶ در وین برگزار شد. هدف اروپا بر اساس اصول لیبرالیسم، مسیحیت و مسئولیت اجتماعی بود.
ایده‌های او بر آریستید بریان، نخست‌وزیر فرانسه تأثیر گذاشت که در ۸ سپتامبر ۱۹۲۹ در برابر مجمع جامعه ملل سخنرانی کرد و در آن ایده فدراسیون کشورهای اروپایی را بر اساس همبستگی و در پی شکوفایی اقتصادی و سیاسی پیشنهاد کرد. و همکاری اجتماعی به درخواست اتحادیه، برایاند در سال ۱۹۳۰ «یادداشت سازماندهی یک رژیم اتحادیه فدرال اروپا» را برای دولت فرانسه ارائه کرد. در سال ۱۹۳۱، ادوار هریوت، سیاستمدار فرانسوی و آرتور سالتر، کارمند دولت بریتانیا، هر دو کتاب‌هایی با عنوان ایالات متحده اروپا نوشتند. در طول دهه ۱۹۳۰، چرچیل تحت تأثیر ایده‌های ریچارد فون کودنهو-کالرگی و اتحادیه پانوروپایی او قرار گرفت و از آنها حمایت کرد. اگرچه چرچیل از عضویت بریتانیا در چنین اتحادیه ای حمایت نمی‌کرد. (چرچیل این ایده را در سال ۱۹۴۶ بازنگری کرد).
ویلهلم دوم در طول پیروزی‌های آلمان نازی در جنگ جهانی دوم در سال ۱۹۴۰ اظهار داشت که «دست خدا در حال ایجاد دنیای جدیدی است و معجزه می‌کند… ما در حال تبدیل شدن به ایالات متحده اروپا تحت رهبری آلمان، یک قاره اروپایی متحد هستیم».
در سال ۱۹۴۱، آلتیرو اسپینلی و ارنستو روسی، ضد فاشیست‌های ایتالیایی، نوشتن مانیفست ونتوتنه را به پایان رساندند و فدراسیونی از کشورهای اروپایی را تشویق کردند.
کنفدراسیون اروپا (آلمانی: Europäischer Staatenbund) یک نهاد سیاسی پیشنهادی برای اتحاد اروپا بود که قرار بود بخشی از یک بازسازی گسترده‌تر باشد (Neuordnung). این مفهوم توسط یواخیم فون ریبنتروپ وزیر امور خارجه آلمان در مارس ۱۹۴۳ پیشنهاد شد و توسط رایشفورر آدولف هیتلر رد شد. همچنین در سال ۱۹۴۳، فاشیست‌های ایتالیایی در کنگره ورونا در جمهوری تازه اعلام‌شده سالو (موسولینی از اسارت نجات یافته بود) پیشنهاد ایجاد یک «جامعه اروپایی» عاری از «دسیسه‌های» بریتانیایی را دادند.

### پس از جنگ جهانی دوم
چرچیل در سخنرانی ۱۹ سپتامبر ۱۹۴۶ در دانشگاه زوریخ سوئیس از اصطلاح «ایالات متحده اروپا» استفاده کرد. چرچیل در این سخنرانی پس از پایان جنگ جهانی دوم چنین نتیجه‌گیری کرد:
ما باید نوعی ایالات متحده اروپا بسازیم. تنها از این طریق صدها میلیون زحمتکش می‌توانند شادی‌ها و امیدهای ساده‌ای را که زندگی را ارزش زیستن می‌کند، دوباره به دست آورند.
در حالی که چرچیل از اروپای متحد حمایت می‌کرد، بریتانیا و کشورهای مشترک‌المنافع آن را همراه با ایالات متحده آمریکا و روسیه شوروی به عنوان «دوستان و حامیان اروپای جدید» جدا از ایالات متحده اروپا به رهبری فرانسه و آلمان می‌دید.
در اوایل ۲۱ اکتبر ۱۹۴۲، وینستون چرچیل در دقیقه‌ای خطاب به وزیر امور خارجه خود نوشت: «من مشتاقانه منتظر ایالات متحده اروپا هستم که در آن موانع بین کشورها تا حد زیادی به حداقل برسد و سفر بدون محدودیت امکان‌پذیر شود».
رویکرد چرچیل نسبت به رویکرد قاره‌ای که به عنوان «موقعیت فدرالیستی» شناخته می‌شد، رویکرد محتاطانه‌تری ("موضع اتحادیه") برای ادغام اروپا بود. فدرالیست‌ها از یکپارچگی کامل با قانون اساسی حمایت می‌کردند، در حالی که جنبش اتحادیه اروپا متحد از تشکیل یک نهاد مشورتی حمایت می‌کرد. فدرالیست‌ها در کنگره اروپا پیروز شدند. دستاورد اولیه کنگره اروپا دادگاه اروپایی حقوق بشر بود که پیش از اتحادیه اروپا بود.
جنبش اتحادیه یک حزب بریتانیایی بود که توسط اسوالد موزلی پس از انحلال اتحادیه فاشیست‌های بریتانیا تأسیس شد. موزلی برای نخستین بار ایده خود از "اروپا یک ملت" را در کتاب خود "جایگزین" در سال ۱۹۴۷ ارائه کرد. او استدلال می‌کرد که دیدگاه سنتی ناسیونالیسم که در سایه‌های مختلف فاشیسم پیش از جنگ دنبال می‌شد، از نظر دامنه بسیار محدود بود و دوران پس از جنگ مستلزم یک پارادایم جدید بود که در آن اروپا به عنوان یک دولت واحد گرد هم می‌آمد. در اکتبر ۱۹۴۸، زمانی که موزلی به عنوان نخستین گام برای رسیدن به دیدگاه خود، خواستار برگزاری انتخابات در مجمع اروپا شد. Nation Europa یک مجله آلمانی با الهام از ایده‌های موزلی بود که در سال ۱۹۵۱ توسط فرمانده سابق اس اس آرتور ارهارت و هربرت بومه با حمایت کارل-ارنفرید کارلبرگ تأسیس شد. موزلی حزب ملی اروپا و مجله خود به نام اروپایی را تأسیس کرد.
در دهه ۱۹۵۰ و ۱۹۶۰، اروپا شاهد ظهور دو پروژه مختلف بود، انجمن تجارت آزاد اروپا و جامعه اقتصادی اروپا بسیار سیاسی تر.

### اوایل سده ۲۱
افرادی مانند یوشکا فیشر وزیر خارجه سابق آلمان گفته‌اند (در سال ۲۰۰۰ او معتقد است که در نهایت اتحادیه اروپا باید به یک فدراسیون واحد تبدیل شود که رهبر سیاسی آن از طریق انتخابات مستقیم از میان همه شهروندانش انتخاب شود. با این حال، ادعاهایی مبنی بر اینکه معاهده نیس که در آن زمان پیشنهاد شده بود، با هدف ایجاد یک «ابر دولت اروپایی» توسط کریس پتن کمیسر سابق اتحادیه اروپا و بسیاری از دولت‌های کشورهای عضو رد شد. (تا تاریخ ۲۰۲۳، پست «رئیس اتحادیه اروپا» وجود ندارد، و همچنین هیچ برنامه‌ای برای انجام این کار وجود ندارد)

## یادداشت

### کتابشناسی - فهرست کتاب‌ها
- Dinan, Desmond (2005). Ever Closer Union: an introduction to European integration (3rd ed.). Palgrave Macmillan. ISBN 978-0-333-96171-1.